# نيكولاس راتي
نيكولاس راتي (بالإسبانية: Nico Ratti)‏ (18 سبتمبر 1993 بمندوزا في الأرجنتين - ) هو لاعب كرة قدم إسباني في مركز حراسة المرمى. لعب مع نادي ياغوستيرا ونادي أندورا لكرة القدم.

## وصلات خارجية
- نيكولاس راتي على موقع قاعدة بيانات كرة القدم.إي يو (الإنجليزية)
- نيكولاس راتي على موقع Soccerway.com (الإنجليزية)
- نيكولاس راتي على موقع AS.com (الإسبانية)